# Myrmecodillo pacificus
Myrmecodillo pacificus là một loài chân đều trong họ Armadillidae. Loài này được Taiti & Ferrara miêu tả khoa học năm 1991.